# مكلارين سبيدتيل
مكلارين سبيدتيل هي سيارة رياضية محدودة من تصنيع شركة مكلارين البريطانية، تم الكشف عنها في 2018 وتم بدأ تسليم الطلبات في فبراير 2020.